# Togniniella acerosa
Togniniella acerosa är en svampart som beskrevs av Réblová, L. Mostert, W. Gams & Crous 2004. Togniniella acerosa ingår i släktet Togniniella och familjen Calosphaeriaceae.   Inga underarter finns listade i Catalogue of Life.